# Arenivaga alichenas
Arenivaga alichenas  (лат.) — вид песчаных тараканов-черепашек рода Arenivaga из семейства Corydiidae (или Polyphagidae). Обнаружены в Северной Америке: Мексика (центральная часть пустыни Сонора).

## Описание
Среднего размера тараканы овально-вытянутой формы: длина тела 14,3 мм; наибольшая ширина тела (GW) 7,2 мм; ширина пронотума (PW) 5,0 мм; длина пронотума (PL) 3,5 мм. Соотношение длины тела к его наибольшей ширине у голотипа = TL/GW 1,97. Основная окраска светло-коричневая (песчаная). Имеют по 2 коготка на лапках. Ноги средней и задней пары покрыты шипиками
.
Обитают в песчаной почве, песчаных дюнах. Питаются, предположительно, как и другие виды своего рода, микоризными грибами, листовым детритом пустынных кустарников и семенами, собранными млекопитающими. В надземных условиях живут только крылатые самцы (отличаются ярко выраженным половым диморфизмом: самки рода Arenivaga бескрылые, внешне напоминают мокриц).
Вид был впервые описан в 2014 году американским энтомологом Хейди Хопкинсом (Heidi Hopkins). Название происходит от греческого слова, означающего "лишайники", по причине обнаружения типовой серии в лишайниках.